# Correzzola
Correzzola (velenceiül Coresoła) település Olaszországban, Veneto régióban, Padova megyében. Lakosainak száma 4993 fő (2023. január 1.). Correzzola Agna, Candiana, Chioggia, Codevigo, Cona és Pontelongo községekkel határos.

## Népesség
A település lakossága az elmúlt években az alábbi módon változott:
| Lakosok száma | 5263 | 5194 | 4993 |
|               | 2017 | 2018 | 2023 |